# Aba Amadé

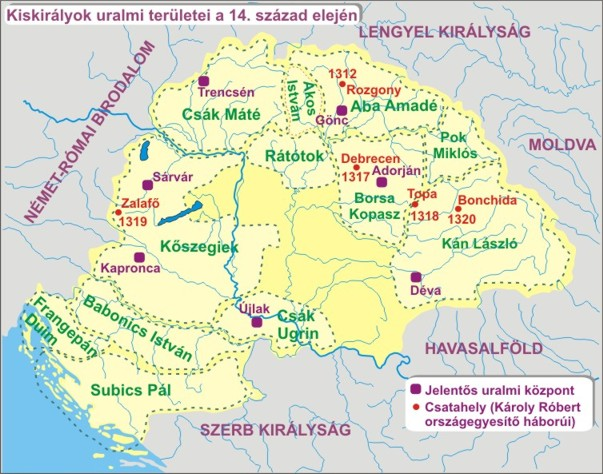
Kiskirályok uralmi területei Magyarországon a 14. század elején

Aba Amadé (Omode, 1240? – Kassa, 1311. szeptember 5.?) – tulajdonképpen Aba nembeli Amadé – magyar országbíró, nádor. Az Aba nemzetség Amadé-ágából származó Dávid ispán fia, Aba Péter és Finta nádor öccse.

## Élete

### Az Árpád-korban
A 14. század elejére ő vált az ország egyik legnagyobb hatalmú főurává, aki Magyarország északkeleti részét uralta. Először az 1278-as második morvamezei csatában tűnt ki az akkori király, IV. László oldalán.

#### Legálisan épített hatalma
1280-tól évekig harcolt a kunok ellen; 1285-ben sikeresen vette fel a harcot az Abaúj vármegyébe betört tatárokkal. Szolgálatai fejében 1288-ban megkapta Ung vármegyét.
Az Aba nemzetség Bodon-ágának utolsó sarjának, Bodon fia Dénesnek nem született örököse, ezért 1288-ban örökbe fogadta a későbbi Amadét. Halála után birtokait a fogadott fiú örökölte (Kristó 1978, p. 29.). Az így örökölt birtokok közül külön említést érdemel a széplaki (szlovákul: Krásna (nad Hornádom), azidőben Síplak) monostor kegyurasága. Ugyancsak ő örökölte kegyvesztett bátyjainak birtokait. Ezután, tehát a jóval a Kőszegiek és Csák Máté után kezdhette kiépíteni saját kiskirályságát. Ennek mérete és szervezettsége is elmaradt a két legnagyobbétól, ezért Amadé a kezdeti, megtorolt túlkapások után úgy döntött, hogy nem dacol a törvényes királlyal, hanem megpróbál legalább formálisan együttműködni vele.
1283–1285 között országbíró, 1288–1310 között hét ízben volt nádor:
- 1288–1289,
- 1290–1291,
- 1293,
- 1295–1296,
- 1297–1298,
- 1299–1301,
- 1301–1310 (többedmagával).[1]

Még 1288-ban egy bonyolult birtokügy elbírálásáért három Abaúj vármegyei föld tulajdonjogának 2/3-a. 1295-ben alkalmi megbízásként ő lett a Dunától nyugatra eső területek királyi bírája, aki a király felhatalmazásából bármely ügyet megítélhetett — ez a tisztség nagy haszonnal járt (Kristó 1978, p. 29.).
1298-ban szövetségre lépett III. Andrással, aki ezért megerősítette őt minden, korábban kapott java — egyebek közt a teljes Ung vármegye birtokában. 1299-ben Zemplén vármegyében generális kongregációt hívott össze úgy, hogy a perekben elmarasztaltak birtokai őrá háramlottak.
1295-ben generális kongregációt tartott Zemplén és Ung vármegye minden nemesének, 1295-ben pedig külön a zemplénieknek.
Az utolsó Árpád-házi királyt haláláig, 1301-ig támogatta:
- 1291-ben részt vett András osztrák hadjáratában,
- 1293 körül követként képviselte a királyt Lengyelországban,
- 1298-ban Budára utazott, hogy más világi és egyházi előkelőkkel közösen magyarországi báróvá fogadják a velencei Alberto Morosinit, a király nagybátyját,
- ugyancsak 1298-ban belépett abba a szövetségbe, amelyet a király Csák Máté hatalmának megtörésére hozott létre.
- 1299-ben, amikor III. András hadjáratot indított Csák Máté várainak elfoglalására, az egyik tanácsosa Amadé volt — ebben az időben nádor, zalai és újvári ispán, valamint a kunok bírája.

Ő maradt a király egyik leghűségesebb alattvalója, aki a végsőkig kitartott mellette (Kristó 1978, p. 29–31.).

#### Hatalmaskodásai
A törvényesen, illetve féllegálisan szerzett birtokokat már a korai időktől egyértelműen törvénytelen akciókkal egészítette ki. Ennek első írásos bizonyítéka, hogy az 1280-as években Abaúj vármegyében elbirtokolta a Hontpázmány nemzetség jánoki (szlovákul: Janík), hét falut magában foglaló birtokát, amely közel esett az ő földjeihez. Valószínűleg ezek miatt a hatalmaskodásai miatt került összeütközésbe IV. Lászlóval, és az ellentét addig fajult, hogy a király 1288-ban egy ideig ostromolta Gönc várát. Ekkor rövid időre összebékültek, de 1290-ben a király már azért jutalmazta meg egy hívét, mert az illető elfoglalta Amadé „körüi” (kőrévi?) várát, és ott fogságba ejtette Amadé számos hívét.
Kun László halála után elfoglalta a Balogsemjén nemzetség Szabolcs és Szatmár vármegyei falvait, és ezekből a Balogsemjéneket az ország másik felébe, illetve külországokba űzte. A századfordulón ragadta el az addigi birtokai között fekvő Szinyét (szlovákul: Svinia), méghozzá az Aba nemzetség egy másik ágától. 1310-ben szövetkezett a Balassa családbeli Miklós fia Demeterrel, és közösen elfoglalták a Tekele nemzetség öt birtokát Sáros vármegyében (Kristó, 1978, p. 29–30.)

### I. Károly idején
Miután III. András meghalt, öröklött és szerzett birtokai alapján független tartományuraságot alakított ki Abaúj, Sáros, Zemplén, Ung, Bereg és Szepes vármegyékben, de befolyása érezhető volt Borsod, Gömör és Szabolcs egy részén is.
Eleinte egyik trónkövetelőt sem támogatta, és közben az ország egyik legbefolyásosabb ura lett. Legkésőbb 1304-ben, de lehet, hogy már 1301-ben Károly Róbert hívéül állt, és Pozsonyban 1304. augusztus 24-én szövetséget kötött Károly Róberttel és III. Rudolf stájer herceggel III. Vencel cseh király ellen. A kezdeti időszakban, amikor a király még fiatal és gyenge volt, többször is ő látta vendégül erősségeiben, adott neki védelmet.
1304-ben segítséget nyújtott Lokietek Ulászlónak a lengyel trón megszerzéséért vívott küzdelmében. 
1307-ben mint nádor részt vett a rákosi országos gyűlésen, ahol Károly Róbertet elismerték királynak. Ugyanígy részese volt 1308-ban a királyválasztásnak és 1309-ben a koronázásnak. 1310-ben ő tárgyalt Szegeden Kán László erdélyi vajdával a Szent Korona visszaadásáról.

### Tartományurasága
A kiskirályság kiépítését valószínűleg bátyjai kezdték el az 1280 táján; legalábbis ekkor szervezték be első szervienseit. Gyanítható, hogy ilyen szervienseknek adományozta tovább Aba Finta 1281-ben a hatalmaskodással Sáros vármegyében megszerzett birtokokat. 1283-ban a komáromi Kozma curialis comes Péter királyi tárnokmestert nevezte urának. Bátyjainak halálával szervienseik is átkerültek Amadé famíliájába (Kristó 1978, 59. old.).
A kor szellemének megfelelően Amadé szerviensei is változatos módokon, de főleg fegyvereseikkel szolgáltak uruknak, akinek erre az állandó belháborúságok és hatalmaskodások miatt gyakorlatilag folyamatosan szüksége volt. Amadé ilyen szerviensekkel vett részt 1291-ben III. András ausztriai hadjáratában; egy bizonyos Jób nevű szerviens korábbi oklevelét III. András a hadjáraton szerzett érdemeiért erősítette meg (Kristó 1978, 59. old.).
A szerviensek tevékenyen részt vettek a hatalmaskodásokban is. Így például a Balogsemjén nemzetség Szabolcs és Szatmár megyei birtokait Amadé egy Jakó fia András nevű szerviensével közösen foglalta el (Kristó 1978, 60. old.).
Megyéit az általa „ispán” címmel felruházott alispánok irányították, és egyúttal gyakran valamely várának várnagyai is voltak. Székhelyét Göncön rendezte be, ahol saját udvart tartott és királyi felségjogokat bitorolt el. Tartományi bíróságának Vizsoly volt a székhelye. A perek többsége birtokügy volt:
- zálogosítás,
- adásvétel,
- csere,
- hatalmaskodás.

Éppen ezért birtokai fekvésére — mivel azokról tételes felsorolás nem maradt fenn — leginkább az Amadé bírósága elé került birtokperekből következtethetünk. Eszerint a legtöbb földje Abaúj és Zemplén vármegyében lehetett, de kellett hogy legyenek birtokai Ung, Szabolcs és Bereg vármegyében is.
A gönci várban a királyéhoz hasonló udvartartást szervezett:
- 1293-ban említik először kancellárját,
- 1295-ben jegyzőjét (prothonotharius),
- 1299-ben albíráját (viceiudex),
- 1307–1310 táján udvarbíráját (iudex curiae).

Fontosabb váraiban:
- Göncön,
- Boldogkőn,
- Szepesben

saját várnagyai ültek.
Azokon a helyeken, ahol közjogi és magánjogi hatalma egybeesett — mint például a mindenestől nekiadott Ung vármegyében — a király minden hatalmát ő gyakorolta. Így például:
- 1291-ben beleegyezett, hogy ungi várjobbágyok földet adhassanak el,
- ugyancsak 1291-ben Ung megyei földeket adományozott,
- 1298-ban ungi várjobbágyokat szolgálataikért kiemelt ebből a státuszukból, és királyi szerviensekké minősítette át őket.

A felsoroltak (királyi föld eladományozásának engedélyezése, királyi föld elörökítése, jogállapot megváltoztatása) egytől egyig olyan jogok voltak, amelyeket az Árpád-házi királyok maguknak tartottak fenn. Ezeket az „átvett” felségjogokat is hatalmának, illetve birtokainak nem ritkán erőszakos növelésére használta fel.

### Konfliktusa Kassával
Különösen szerette volna magának megszerezni Kassa városát, és kezdetben ért is el kisebb sikereket. Bizonnyal volt egy officiálisnak (kb. gazdatiszt) nevezett állandó képviselője a városban, és valószínűleg több beosztott kereskedő tevékenységét irányította. Maga Amadé is bejáratos volt a városba, amit igazolnak a városban, illetve annak közvetlen szomszédságában kelt oklevelei. A kassaiak (többnyire szászok) pontosan tudták, hogyan fosztotta ki, lehetetlenítette el a többi tartományúr a kezükre került szabad királyi városokat, és tudták, hogy ha Amadé megkaparintja városukat, rájuk is ez a sors vár. A város és a tartományúr érdekellentéte miatt viszonyuk egyre feszültebbé vált.
1304-ben a kassaiak Vencel zászlaja alatt Amadé ellen indultak, hogy megostromolják a gönci várat. Amadé várnagya legyőzte őket, és Kassa kénytelen volt Károly Róbert hűségére térni. A győzelem után megnőtt Amadé befolyása a városban. Bár semmi sem utal arra, hogy a várost vagy annak bármely kiváltságát a király neki engedte volna át, árulkodó jel, hogy az a Hannus, aki korábban a kassai pénzverde királyi ispánja volt, 1304 után Amadé kassai officiálisa lett (Kristó 1978, p. 41.).
A konfliktus éleződésének újabb elemeként Amadé megszerezte a várostól északra, a Hradová (Várhegy) dombján elkezdett várat. Helyőrsége a városba tartó kereskedőket rendszeresen és jogellenesen megvámolta.
1311 szeptemberének első napjaiban Amadé népes kísérettel ismét Kassára látogatott, és bevonulása közben kísérete tisztázatlan körülmények között konfliktusba keveredett a városi polgárokkal. A dulakodás véres összecsapássá fajult, mindkét oldalon több halottal, akik közt ott volt maga Amadé is. A kíséret életben maradt tagjait, közük Amadé két fiát — Jánost és Demetert — a kassai börtönbe zárták, lovaikat és ingóságaikat elvették.

### Tartományuraságának felbomlása
Halála után fiai özvegye és fiai bepanaszolták a kassaiakat az akkor éppen Csák Mátéval hadakozó uralkodónál, Károly Róbert képviselői azonban nemcsak hogy az Abák ellen döntöttek, de olyan megállapodást kényszerítettek rájuk, amelyben gyakorlatilag le kellett mondaniuk tartományúri kiváltságaikról. 1311 októberében vállalták, hogy visszaadják Újvár és Zemplén vármegyét, valamint a jogtalanul elfoglalt királyi birtokokat. Az önkényesen kivetett vámokat megszüntetik, és nem vetnek ki újabbakat sem. Nem építenek várakat királyi engedély nélkül, a nemeseket pedig nem kényszerítik saját bíróságuk elé, viszont hagyják működni a királyi bíróságokat. A diktátumot nyilvánvalóan csak kényszerből fogadták el, és 1312 elején Sárospatak feldúlásával kifejezésre is juttatták, hogy érvénytelennek tekintik azt. 
A király ellen Csák Mátéval, a Felvidék urával szövetkeztek, azaz vállalták annak fennhatóságát (beléptek famíliájába). Csák Máté jelentős (1500 fős) hadat küldött megsegítésükre, ám a rozgonyi csatában (1312) vereséget szenvedtek.

## Személyisége
Hatalmaskodó természete magánéletében is kiütközött.
Gyermekei életében nem jutottak jelentős szerephez. Minden hatalmat a saját kezében összpontosított, és fiai az okmányokban legfeljebb úgy tűnnek fel, mint olyan személyek, akik nevében apjuk az ügyeket intézte. Egyetlen iratban szerepel csak, hogy legidősebb fia, János 1310-ben Göncön egy hatalmaskodási ügyben apja helyett maga ítélt (Kristó 1978, p. 36.). Éppen ezért apjuk hirtelen és váratlan halála után nem tudták zökkenőmentesen átvenni a bonyolult birtokrendszer irányítását, és el kellett fogadniuk a megalázó kassai egyezséget, hogy időt nyerhessenek.
Amadé mélyen vallásos volt. Rendszeresen járt misére, az egyház képviselőivel mindvégig tisztelettel bánt. A templomokat, püspöki székhelyeket — a tartományurak többségétől eltérően — egyszer sem rabolta ki, dúlta fel. Eközben nádorként gyakran vette igénybe közjogi funkciójának ellátásához az egri és a mislyei káptalan segítségét úgy, hogy egyes teendők elvégzésére időnként közvetlenül utasította ezeket (Kristó 1978, p. 51–52.).

## Gyermekei
Hat fiáról és egy lányáról tudunk. A fiúk:
- János,
- Miklós,
- Dávid,
- László,
- ifjabb Amadé és
- Domokos voltak (Kristó 1978, p. 37.).

Két fiú:
- Demeter és
- Miklós

a rozgonyi csatában esett el.
A többiek meghódoltak a királynak, és 1317-ben a debreceni csatában a király oldalán harcoltak seregvezérként a Borsák ellen. Ez év végén, illetve 1318-ban azonban újra fellázadtak Ung vármegyében, de a király ottani váraikat is sorban megvívta. Ezzel végleg elbuktak. A Károly Róbert teljes vagyonukat elkobozta, ők maguk pedig Lengyelországba menekültek.
Katalin lányát Boldog Csák Móric vette feleségül.